# Heinrich Häger
Heinrich Häger (ur. 1892, zm. 27 maja 1947 w Landsberg am Lech) – zbrodniarz hitlerowski, członek załogi obozu koncentracyjnego Mauthausen-Gusen i SS-Hauptscharführer.
Członek Waffen-SS od listopada 1942. W tym samym czasie został skierowany do służby w kompleksie obozowym Mauthausen, gdzie przebywał do 5 maja 1945. Kierował komandami więźniów. Od grudnia 1944 funkcję tę pełnił w podobozie Gunskirchen. Dopuszczał się morderstw na podległych mu więźniach, a członkowie komanda, które nadzorował byli nieustannie maltretowani.
Heinrich Häger został skazany w procesie załogi Mauthausen-Gusen (US vs. Johann Altfuldisch i inni) przez amerykański Trybunał Wojskowy w Dachau na karę śmierci. Wyrok wykonano przez powieszenie w więzieniu Landsberg 27 maja 1947.